# Шарівка (заказник)
Ша́рівка — ландшафтний заказник місцевого значення в Україні. Розташований у межах Кобеляцького району Полтавської області, між селом Кунівкою та містом Кобеляками.
Площа природоохоронної території 254 га. Статус присвоєно згідно з рішенням облради від 20.12.1993 року. Перебуває у віданні ДП «Кременчуцький лісгосп» (Кобеляцьке л-во, кв. 30-36, 103).

## Галерея

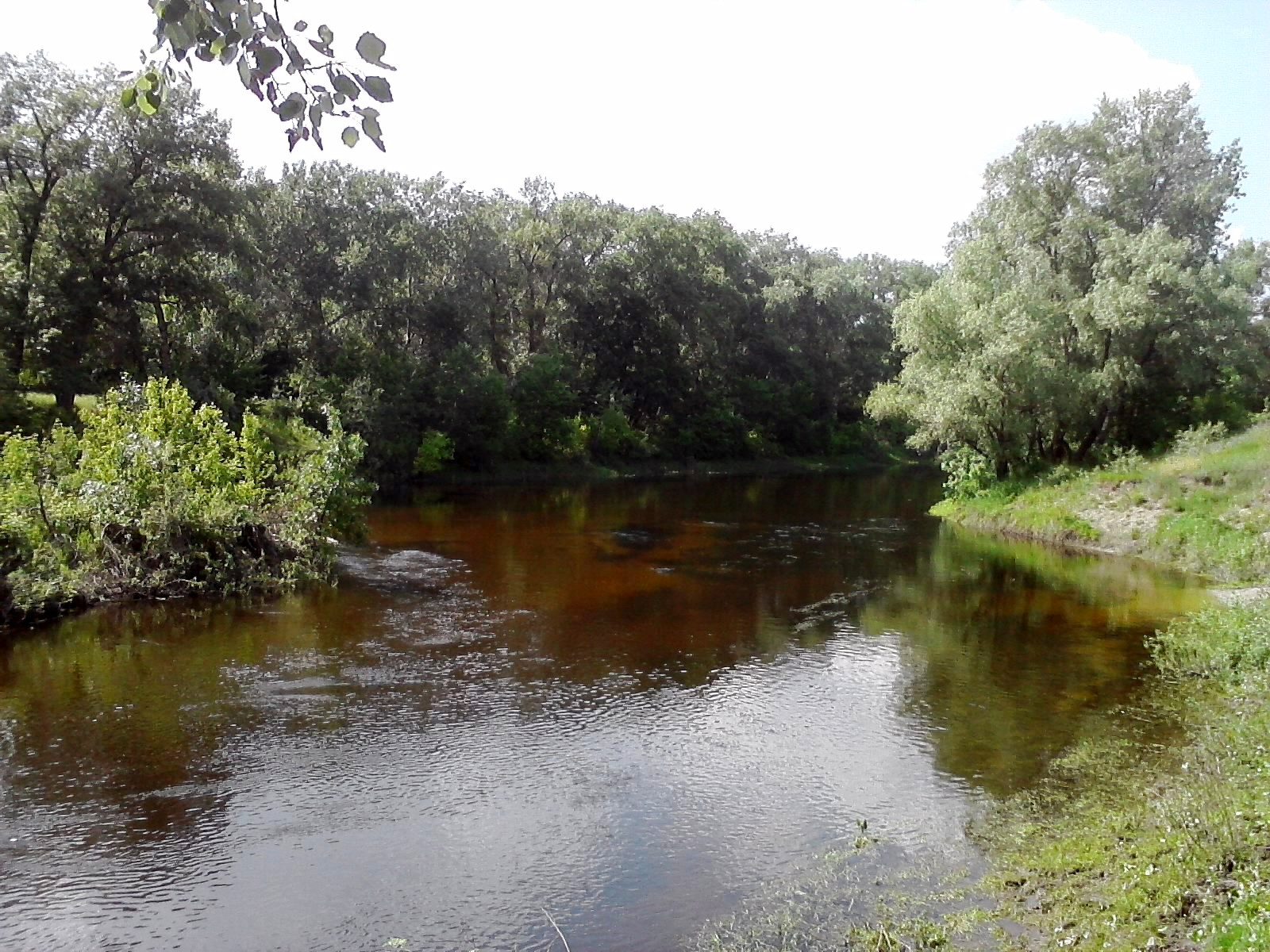
Річка з острівцями
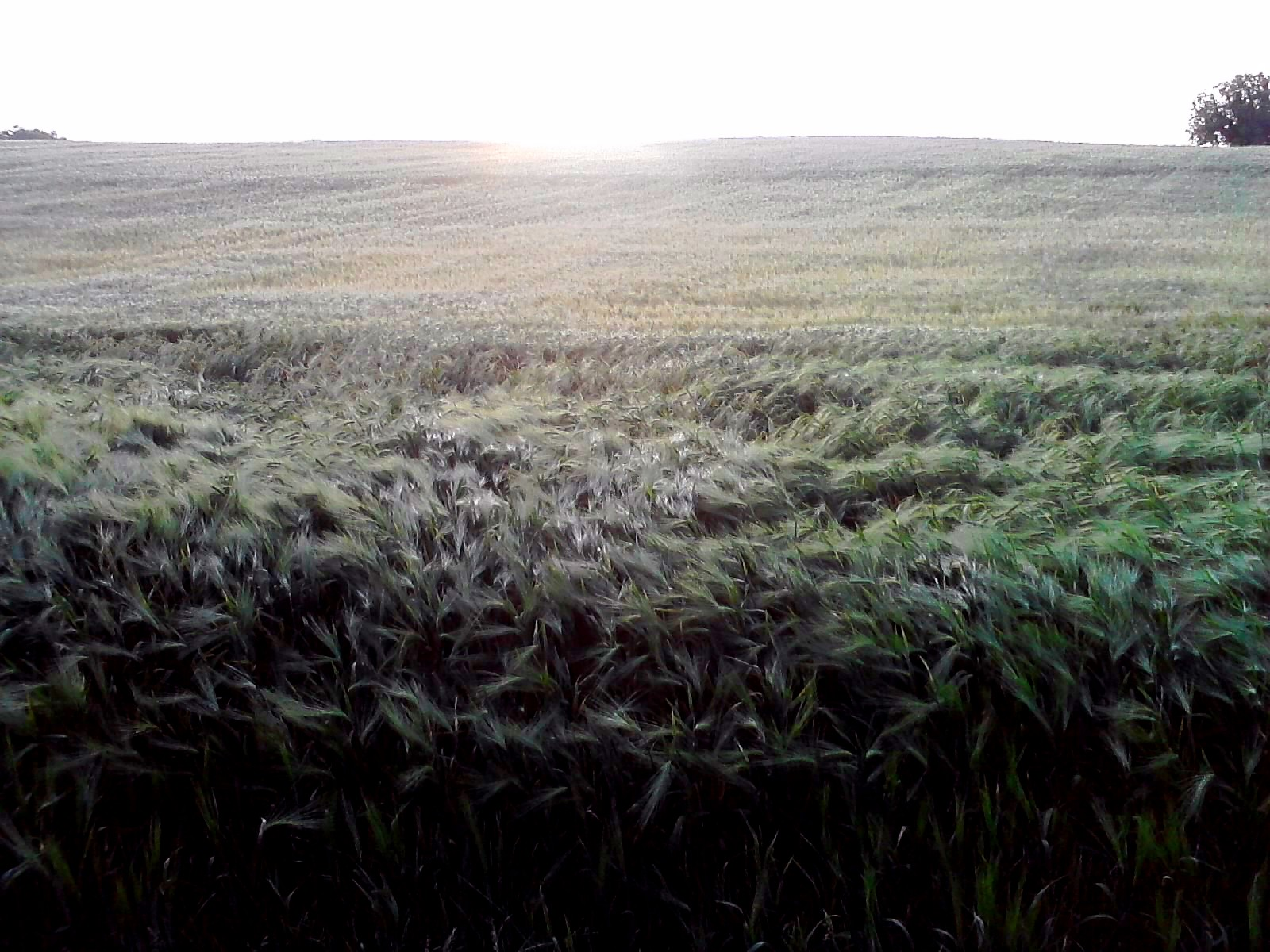
Поле поблизу
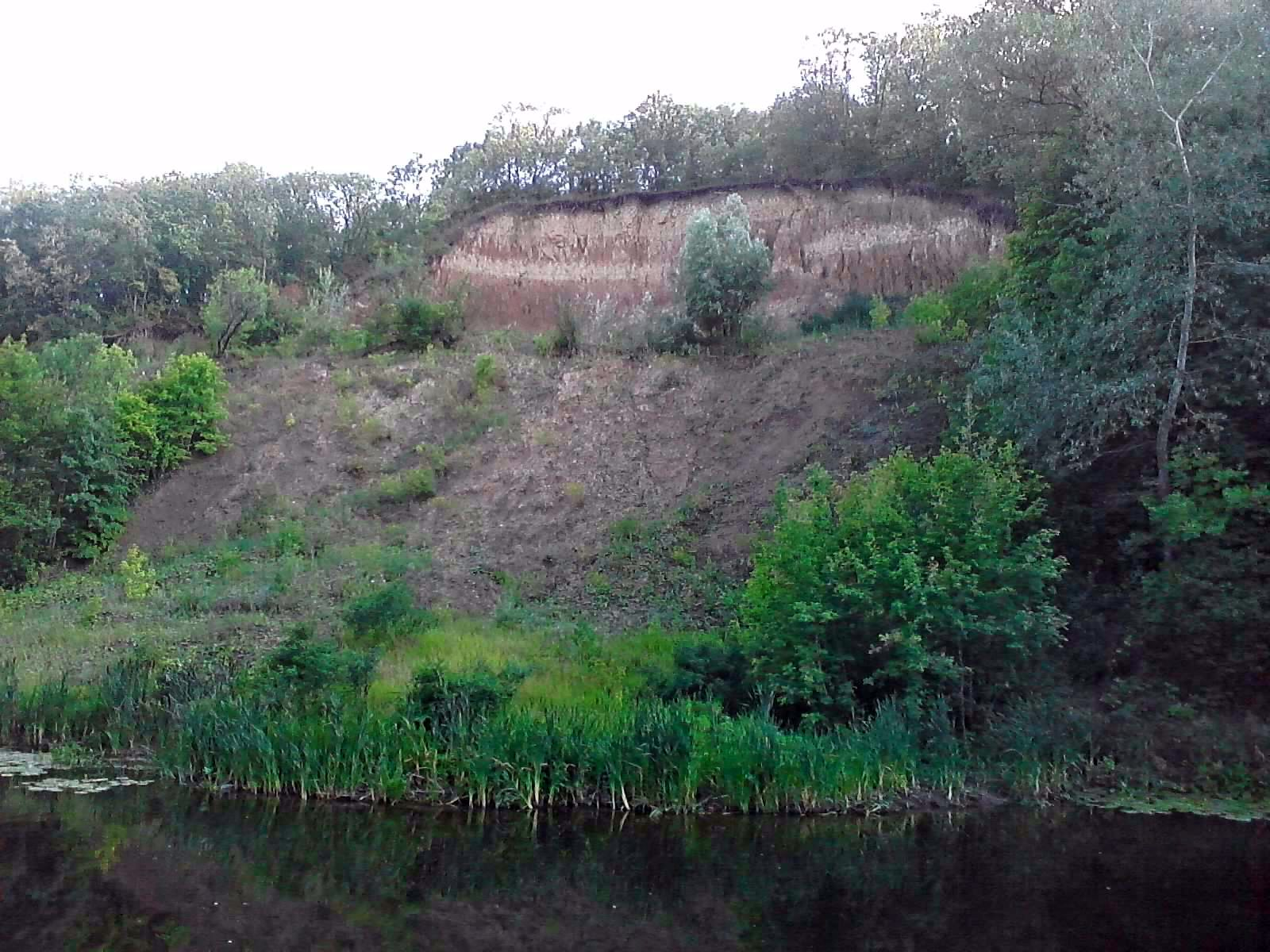
Пагорб